# Scottianella dalei
Scottianella dalei är en insektsart som först beskrevs av Scott 1870.  Scottianella dalei ingår i släktet Scottianella och familjen sporrstritar. Inga underarter finns listade i Catalogue of Life.